# کتابخانه‌های افغانستان
کتابخانه‌های افغانستان این مختصر صرفاً به معرفی برخی از کتابخانه‌های مهم افغانستان می‌پردازد. این کتابخانه‌ها به سه دسته زیر تقسیم شده‌است:
- کتابخانه‌های دانشگاهی
- کتابخانه‌های عمومی
- کتابخانه‌های خصوصی

در این لیست افغانستان دارای ۱ کتابخانه عامه ۳ کتابخانه خصوصی و ۸ کتابخانه دولتی می‌باشد.

## کتابخانه مرکزی پوهنتون (دانشگاه) کابل
کتابخانه مرکزی دانشگاه کابل در سال ۱۹۳۲ تأسیس شده‌است؛ و هم‌اکنون به بیش از ۱۲ هزار دانشجوی این دانشگاه و نیز دانشجویان دیگر خدمات می‌دهد. طبق گفته‌های مسئولین کتابخانه، مجموعه دربردارنده ۳۰۰٫۰۰۰ جلد کتاب می‌باشد.
کتاب‌ها بر اساس رده‌بندی کتابخانه کنگره در قفسه‌ها تنظیم شده‌است. همان‌طور که پیشتر اشاره شد به دلیل عدم وجود کتابدار فنی و متخصص حدود ۱۰۰ هزار جلد کتاب در انبار این کتابخانه در انتظار فهرست‌نویسی است. این کتابخانه مانند سایر کتابخانه‌های افغانستان فاقد کتابدار متخصص می‌باشد و کتابداران صرفاً از طرف کشورهای ایران، ایالات متحده آمریکا، و آلمان دوره‌های کوتاه مدت کتابداری را آموزش دیده‌اند.
کتابخانه دارای بخش‌های متنوعی مانند مرجع، بخش فنی، امانت، مجلات و افغانستان‌شناسی می‌باشد. در کنار این بخش‌ها، کشورهای آلمان، ایالات متحده آمریکا و ایران بخش‌های جداگانه‌ای را به وجود آورده و حمایت می‌کنند. در بخش ایران کتاب‌های فارسی، در بخش آمریکا کتاب‌های انگلیسی و در بخش آلمان کتاب‌های آلمانی برای استفاده مراجعین وجود دارد. هر یک از این بخش‌ها خدمات اینترنت، سمعی بصری، پرینت و غیره را در اختیار مراجعین خود قرار می‌دهند. از جمله مهم‌ترین و غنی‌ترین بخش‌های معلوماتی که در داخل کتابخانه مرکزی وجود دارد، مربوط به مرکز منبع معلوماتی افغانستان (ACKU) به مدیریت نانسی هاچ دوپری می‌باشد که مجموعه‌ای شامل ۳۷٫۰۰۰ کتاب، نقشه، گزارشات، اخبار و جراید، مجلات، پوستر، رساله‌ها و بروشورها، مجموعه‌هایی از نشریه‌های مجاهدین و منابع سمعی و بصری دربارهٔ افغانستان را دربردارد. این مرکز قوی‌ترین و جامع‌ترین منابع را دربارهٔ افغانستان جمع‌آوری نموده‌است. قابل ذکر است منابع این مرکز توسط کتابخانه دانشگاه آریزونا در حال دیجیتالی شدن است ACKU در داخل ساختمان کتابخانه مرکزی دارای سالن مطالعه، بخش تکثیر و فتوکپی، مخزن مجزا، بخش فنی می‌باشد. مرکز منابع معلوماتی بانک جهانی نیز در داخل کتابخانه مرکزی قرار گرفته‌است. این بانک از جمله تمویل کنندگان دانشگاه کابل و کتابخانه مرکزی است که خدمات اینترنت و نشریه‌های و گزارش‌ها و کتب مربوط به بانک جهانی را در اختیار کاربران قرار می‌دهد.

## کتابخانه دانشگاه پلی تخنیک (تکنیک) افغانستان
دانشگاه پلی‌تکنیک کابل اولین دانشگاه فنی در کشور است که در سال ۱۹۶۳ تأسیس شده‌است. در این دانشگاه رشته‌های مهندسی معدن، زمین‌شناسی، ساختمان و الکترومکانیک تدریس می‌شود. کتابخانه این دانشگاه نیز در ۱۹۶۸ توسط روس‌ها افتتاح و پایه‌گذاری گردید. مجموعه کتابخانه شامل ۷۶٫۰۰۰ منبع در زمینه‌های فنی و مهندسی، ریاضیات، جغرافیا و منابع فنی روسی می‌باشد که بسیاری از آن‌ها به زبان‌های محلی کشور (دری و پشتو) ترجمه شده‌است. کتاب‌ها بر اساس موضوعات کلی در قفسه‌ها مرتب شده‌است و فاقد هر گونه نظام رده‌بندی علمی می‌باشد. تا کنون در حدود ۱۱٫۰۰۰ جلد کتاب از سوی بنیاد آسیا، سفارت ایران، سفارت ایالات متحده آمریکا و سفارت روسیه به کتابخانه اهدا شده‌است.

## کتابخانه مرکزی دانشگاه هرات[۳]
دانشگاه هرات در سال ۱۳۶۷ و با تأسیس دانشکده‌های ادبیات و علوم انسانی، هنرهای زیبا و زراعت به فعالیت آغاز کرد. در حال حاضر دارای ۱۱ دانشکده و ۳۷ دپارتمنت و ۲۳۸۲ فارغ‌التحصیل می‌باشد. کتابخانه مرکزی این دانشگاه نیز دارای ۳۰ هزار کتاب به زبان‌های فارسی، دری، پشتو، انگلیسی و سایر زبان‌ها می‌باشد. کتاب‌های اهدایی اکثراً از طرف بنیاد آسیا و دولت ایران و تعدادی نیز توسط دولت کره به کتابخانه اهدا شده‌است. این کتابخانه دارای بخش‌های فنی، توزیع و امانت و افغانستان‌شناسی می‌باشد. در حال حاضر کتابخانه دارای فضای بسیار محدود است اما در پروژه ساختمان جدید دانشگاه، کتابخانه مرکزی نیز دارای فضایی مناسب خواهد بود. تعدادی ازکتاب‌ها به روش کتابخانه کنگره تنظیم و رده‌بندی شده‌است اما برای بازیابی کتاب‌ها صرفاً یک لیست موضوعی وجود دارد.

## کتابخانه مرکزی دانشگاه بلخ
کتابخانه مرکزی دانشگاه بلخ دربردارنده ۳۰ هزار جلد کتاب به زبان‌های دری، پشتو، ازبکی، انگلیسی و فرانسوی می‌باشد. کتابخانه در داخل فضای محدودی از ساختمان اداری دانشگاه موقعیت گرفته و فقط شامل مخزن و سالن مطالعه می‌باشد. در اثر فضای بسیار محدود کتاب‌ها در حالت فشرده در قفسه‌ها چیده شده‌است. اکثر مجموعه فهرست‌نویسی و رده‌بندی نشده‌است و برای دسترسی به منابع صرفاً یک لیست موضوعی وجود دارد. بنیاد آسیا، بانک جهانی و دولت ایران تا کنون به کتابخانه کمک نموده‌اند.

## کتابخانه آکادمی علوم افغانستان
آکادمی علوم افغانستان در سال ۱۹۸۱ زیر نظر ریاست جمهوری افتتاح گردید. این آکادمی دارای پنج مرکز علوم طبیعی، علوم اجتماعی، زبان و ادبیات، مرکز بین‌المللی مطالعات پشتو و مطالعات اسلامی می‌باشد. دپارتمان ادبیات و انتشارات، دپارتمان لغت‌نامه و دایرةالمعارف و مرکز تحقیات بین‌المللی مطالعات کوشان و … نیز از دیگر بخش‌های آکادمی علوم می‌باشد.
کتابخانه آکادمی علوم افغانستان در بردارنده ۲۸٫۰۰۰ جلد کتاب به زبان‌های دری، پشتو، انگلیسی، فرانسوی، آلمانی و روسی می‌باشد. کتابخانه دارای سه بخش مرجع، امانت و مجلات است. بخش مجلات مشترک ۷۲ عنوان نشریه جاری و گذشته نگر است. آرشیو نشریات این کتابخانه نشریاتی از دهه ۱۹۲۰ را دارا می‌باشد. در بخش مرج کتاب‌ها بر اساس موضوعات کلی در قفسه‌ها قرار گرفته و فهرست‌نویسی نشده‌است. درگذشته منابع براساس رده‌بندی دیویی در قفسه‌ها مرتب شده بود و برای بازیابی منابع از برگه دان استفاده می‌شود اما در اثر جنگ‌های طولانی مدت برگه دان‌های گذشته از بین رفته و در حال حاضر جهت انجام امور فهرست نویسی، کتابخانه فاقد کتابدار متخصص و فنی می‌باشد.

## کتابخانه دانشگاه طب کابل[۶]
دانشگاه طب کابل در سال ۱۹۳۲ تأسیس شد. در سال ۱۹۳۴ کتابخانه بسیار کوچکی با کمک ترکیه راه اندازی شد بعدها سفارت آمریکا هم کتاب‌هایی برای کتابخانه خریداری کرد. پس از آن کتاب‌هایی از کشورهای آلمان، ترکیه و فرانسه تهیه و خریداری شد و کتابخانه توسعه پیدا کرد. اما در زمان اولین حکومت طالبان تمامی منابع کتابخانه سوزانده و نابود شد.
پس از سقوط طالبان دانشگاه طب کابل به‌طور اساسی تعمیر و بازسازی گردید و هم‌اکنون دارای ساختمان جدید و بازسازی شده‌است که کتابخانه آن دربردارنده ۲۰٬۰۰۰ جلد منبع معلوماتی دربارهٔ طب و علوم وابسته می‌باشد. این منابع به روش رده‌بندی دیویی فهرست‌نویسی شده‌است. کتابخانه دارای بخش‌های مرجع، امانت، فنی و مجلات می‌باشد. مراجعین کتابخانه صرفاً دانشجویان طب و علوم وابسته است. این کتابخانه از طرف سازمان بهداشت جهانی، بنیاد آسیا، مؤسسه گویته و دانشگاه مانیتوبا کتاب‌های جدید انگلیسی زبان و از طرف دولت ایران کتاب‌های فارسی دربارهٔ موضوعات مورد ضرورت مراجعین دریافت نموده‌است. دسترسی به اینترنت نیز در کتابخانه برای مراجعین امکان‌پذیر است که با کمک نیروهای بین‌المللی برای کمک به امنیت (آیساف) فراهم شده‌است.

## کتابخانه دانشگاه تعلیم و تربیه
دانشگاه تعلیم و تربیت از جمله دانشگاه‌هایی است که پس از طالبان در سال ۲۰۰۲ تأسیس شده‌است و کتابخانه قسمتی از ساختمان دانشگاه است که شامل ۱۵٫۰۰۰ جلد کتاب فارسی و انگلیسی جدید می‌باشد. مجموعه این کتابخانه شامل موضوعات روان‌شناسی، ادبیات، علوم تربیتی و علوم انسانی است که بر اساس موضوعات کلی در قفسه‌ها چیده شده‌است. کتابداران این کتابخانه تحصیلات کتابداری ندارند و صرفاً در کورس‌های کوتاه مدت شرکت کرده‌اند. دانشجویان این دانشگاه صرفاً می‌توانند منابع موجود را در داخل کتابخانه مطالعه نمایند و خدمات امانت و گردش کتاب در این کتابخانه ارائه نمی‌شود.

## کتابخانه لیسه عالی معرفت
کتابخانه لیسه عالی معرفت واقع در دشت برچی ناحیه سیزدهم شهرداری کابل، با ۱۲٬۰۰۰ جلد کتاب، بزرگ‌ترین کتاب‌خانه غرب کابل می‌باشد. کتاب‌خانهٔ معرفت در چارچوب فعالیت‌های مؤسسهٔ ارتقای ظرفیت مدنی معرفت به هدف ترویج فرهنگ کتابخوانی، رفع نیازمندی منابع درسی و بلند بردن سطح آگاهی عامه ایجاد شده‌است.
کتاب‌های این کتابخانه در ۱۵ ستون و ۳۴ طبقه‌بندی شده‌اند و ۱۵ ستون آن شامل ادبیات و هنر، تاریخ، اقتصاد، سیاست، علوم اجتماعی، روان‌شناسی، معلومات عمومی، علوم طبیعی، علوم و تکنولوژی، مدیریت و منابع بشری، حقوق، زبان، داستان کودکان، داستان افغانستان و کتاب‌های مرجع می‌شود. بودجه سالانه کتابخانه معرفت ۵۸٬۰۰۰ افغانی می‌باشد.

## کتابخانه دانشگاه آمریکایی افغانستان
دانشگاه آمریکایی افغانستان در سال ۲۰۰۶ به عنوان یک دانشگاه خصوصی در افغانستان افتتاح گردید. کتابخانه این دانشگاه دارای ۳۰۰۰ منبع معلوماتی به زبان انگلیسی است که از طریق SABRE Foundation و Asia fundation (که هر دو موسسات آمریکایی هستند) تهیه و تعدادی نیز از ایالات متحده خریداری شده‌است. این منابع به روش کتابخانه کنگره آمریکا تنظیم گردیده‌است و از نرم‌افزار کوها برای مدیریت مجموعه استفاده می‌شود. مجموعه کتابخانه شامل موضوعات آموزش زبان انگلیسی، تجارت و اقتصاد، مدیریت بازرگانی، کامپیوتر و تکنولوژی اطلاعاتی می‌باشد. خدمات کتابخانه شامل امانت کتاب به دانشجویان دانشگاه و استفاده از اینترنت و پایگاه‌های اطلاعاتی کتابخانه و آموزش استفاده از منابع معلوماتی به دانشجویان می‌باشد. این کتابخانه به همراه کتابخانه سفارت آمریکا (IRC) تنها کتابخانه‌هایی هستند که دسترسی به پایگاه‌های اطلاعاتی الکترونیکی و آنلاین را در اختیار مراجعین خود قرار می‌دهند.

## کتابخانه دانشگاه کاتب
دانشگاه کاتب در سال ۲۰۰۷ در کابل افتتاح گردید. این دانشگاه نیز مانند دانشگاه آمریکایی افغانستان یک مؤسسه آموزش عالی خصوصی است که در مقطع لیسانس دارای رشته‌های حقوق، علوم اجتماعی و روابط بین‌الملل است. کتابخانه جزئی از ساختمان دانشگاه است و دربردارنده حدود ۳۰۰۰ کتاب به زبان‌های فارسی و انگلیسی می‌باشد. تعدادی از کتاب‌ها توسط دانشگاه آمریکایی کابل و تعدادی محدودی نیز توسط سمت به کتابخانه اهدا شده‌است و بقیه نیز توسط مسئولین دانشگاه تهیه شده‌است.

## کتابخانه مرکزی دانشگاه ننگرهار[۸]
کتابخانه مرکزی دانشگاه ننگرهار در داخل ساختمان دانشگاه قرار گرفته و شامل مخزن و یک سالن مطالعه برای آقایان می‌باشد. دانشجویان خانم صرفاً برای امانت کتاب به کتابخانه می آیند و به علت عدم وجود سالن مطالعه مخصوص برای آن‌ها، خانم ها کمتر از کتابخانه استفاده می‌کنند. منابع کتابخانه بر اساس موضوعات هر دانشکده در داخل قفسه‌ها قرار گرفته‌است و هیچ ابزاری برای بازیابی آن‌ها وجود ندارد. منابع نیز شامل کتاب‌های بسیار قدیمی می‌باشد. از سوی بنیاد آسیا و دولت ایران کتاب‌های انگلیسی و فارسی به کتابخانه اهدا شده‌است. بنا به گفته رئیس دانشگاه کتابخانه فعلی یک کتابخانه نیست بلکه انباری از کتب قدیمی در داخل اتاق غذا خوری است. وی خاطر نشان کرد که وقتی ساختمان جدید کتابخانه ساخته شود، آن‌ها دارای یک کتابخانه با منابع جدید و نیز منابع الکترونیکی خواهند شد. پروژه ساخت کتابخانه جدید دانشگاه ننگرهار را بانک جهانی حمایت می‌کند و شامل ساختمان بزرگ و زیبایی در داخل دانشگاه است.